# Эмма Вальдек-Пирмонтская
Аделаида Эмма Вильгельмина Терезия Вальдек-Пирмонтская (нем. Adelheid Emma Wilhelmina Theresia zu Waldeck und Pyrmont; 2 августа 1858, Арользен — 20 марта 1934, Гаага) — принцесса Вальдек-Пирмонтская, в замужестве — королева-консорт Нидерландов, супруга короля Нидерландов и великого герцога Люксембургского Виллема III и мать королевы Нидерландов Вильгельмины. В 1890—1898 годах — регент при дочери.

## Биография
Родилась в 1858 году в замке Арользен в немецком княжестве Вальдек-Пирмонт. Четвёртая дочь князя Георга Виктора Вальдек-Пирмонтского и принцессы Елены Нассауской. Всего в семье было семь детей. Её старшая сестра Мария вышла замуж за короля Вюртемберга Вильгельма II, а младшая Елена — за сына королевы Виктории Леопольда.
7 января 1879 года Эмма в Арользене вышла замуж за короля Нидерландов Виллема III, который был на сорок лет её старше. До этого предложения Виллема отклонили как старшая сестра Эммы Паулина (вышедшая замуж за Алексиса, князя Бентгеймского и Штейнфуртского), так и датская принцесса Тира, которая предпочла Эрнста Августа II Ганноверского. За два года до этого умерла первая жена Виллема София Вюртембергская. От первого брака у Виллема были три сына, два из которых умерли ещё до заключения брака с Эммой, а третий, Александр — в 1884 году. Единственным ребёнком Виллема в браке с Эммой была дочь Вильгельмина, родившаяся в 1880 году.
В октябре 1888 года здоровье короля значительно ухудшилось, и он практически не покидал королевский дворец Хет Лоо. Так как он не был в состоянии управлять страной, 14 ноября 1890 года парламент назначил Эмму регентом, и 20 ноября прошла инаугурация. Король умер всего через три дня, 23 ноября, Вильгельмина унаследовала нидерландский трон, а Эмма оставалась регентом до её совершеннолетия 8 декабря 1898 года. Она по возможности продолжала внешне- и внутриполитическую линию Виллема, но, в отличие от него, строго придерживалась правил конституционной монархии. Эмма взяла за правило лично встречаться с каждым министром раз в 14 дней. Трижды за период регентства ей приходилось формировать правительство. Виллем III был также великим герцогом Люксембургским. По салическому праву, принятому в Люксембурге, наследование по женской линии не допускалось, и тем самым уния Нидерландов и Люксембурга прекратила своё существование.
Впоследствии её здоровье существенно ухудшилось, она страдала от туберкулёза. Она умерла 20 марта 1934 года в Гааге от воспаления лёгких и похоронена в Ньивекерк в Делфте.